# Rhytidoponera enigmatica
Rhytidoponera enigmatica é uma espécie de formiga do gênero Rhytidoponera.